# اصول نورمبرگ

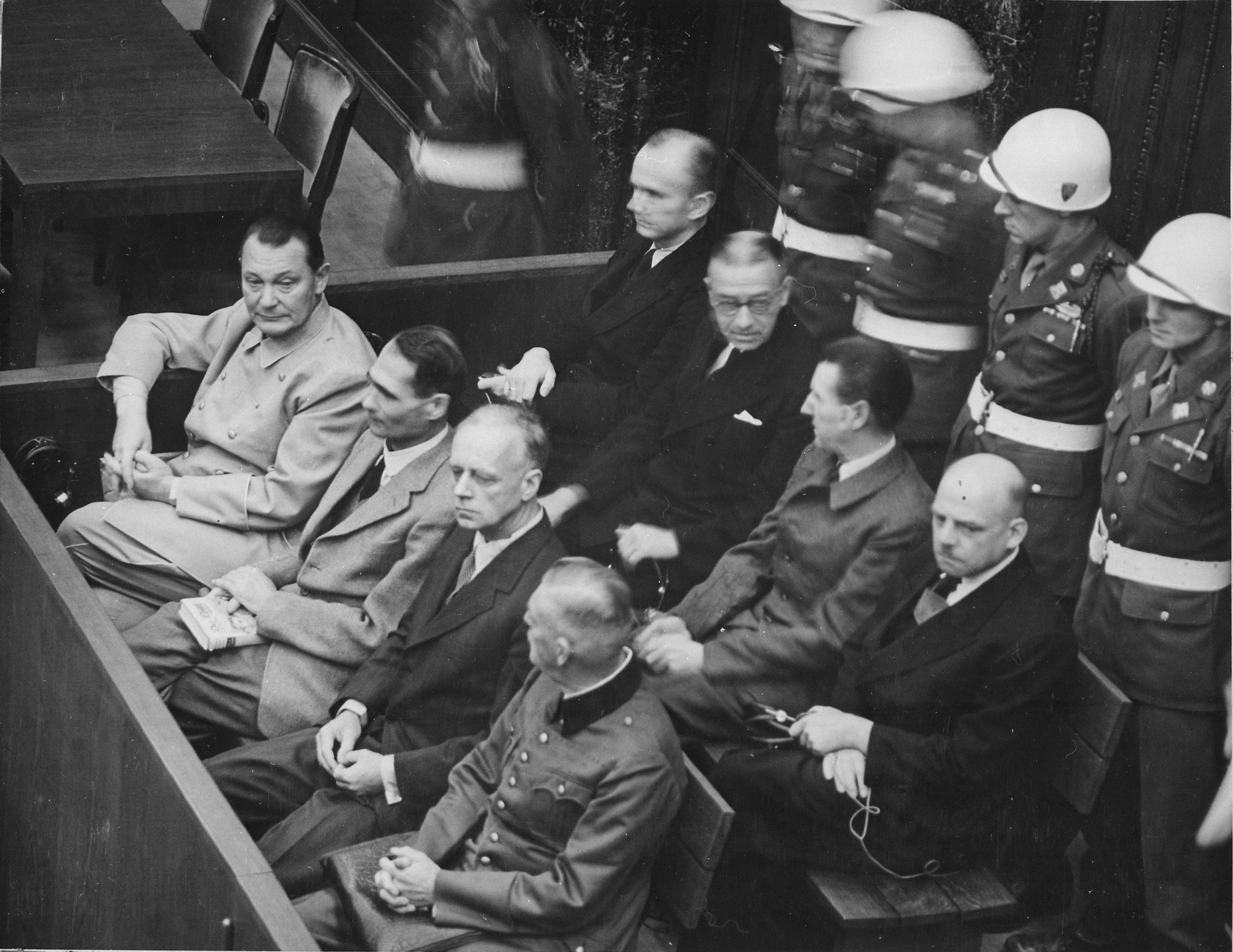
محاکمه نورنبرگ. (در ردیف جلو، از چپ به راست): هرمان گورینگ، رودولف هس، یواخیم فون ریبنتروپ، ویلهلم کایتل (در ردیف دوم، از چپ به راست): کارل دونیتز، اریش ریدر، بالدور فون شیراخ، فریتز ساکل

اصول نورمبرگ (انگلیسی: Nuremberg principles) مجموعه‌ای از رهنمودها برای تعیین این بود که چه‌چیزی برسازندهٔ یک جنایت جنگی است. این سند به‌وسیلهٔ کمیسیون حقوق بین‌الملل سازمان ملل متحد به‌منظور کدیفیکاسیون اصول حقوقی بنیادین دادگاه نورنبرگ تهیه شد، که سران حزب نازی را پس از جنگ جهانی دوم محاکمه کرد.